# Vêtement traditionnel bakhtiari
Le vêtement traditionnel bakhtiari est le vêtement porté par les hommes et femmes de la tribu bakhtiari d'Iran. Certaines pièces sont portées lors de festivités comme les mariages ou lors de cérémonies de deuil alors que d'autres sont portées au quotidien.

## Hommes

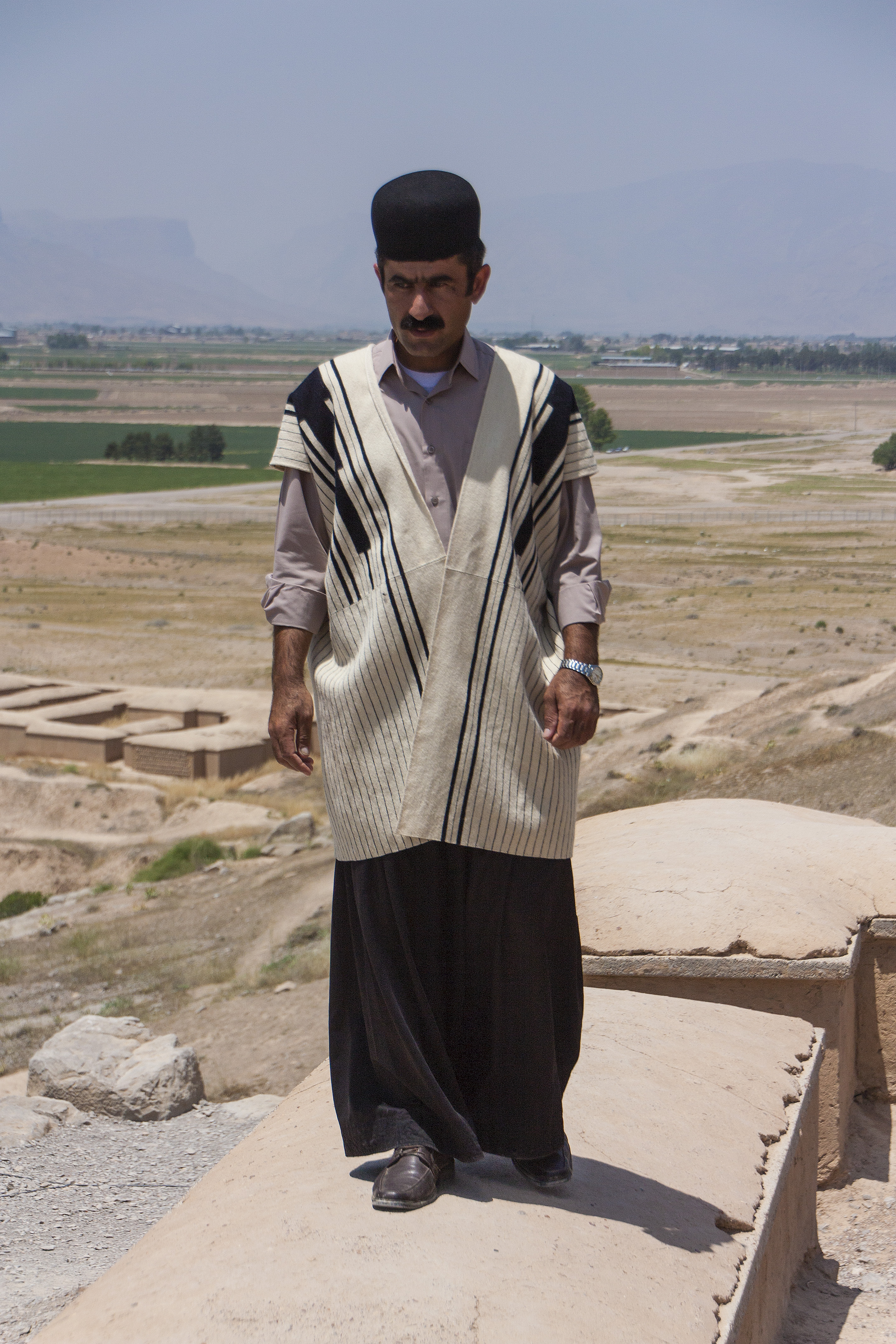
Homme portant la tunique chughā et le pantalon dabit.

- Le pantalon dabit (persan : شلوار دَبیت), est un long pantalon noir, serré à la taille et dont les plis flottent librement jusqu'à terre. Ils sont généralement portés par-dessus un autre pantalon (zir-shalvāri) et accompagnés d'une ceinture en cuir à grosse boucle.

- Le shāl (persan : شال), est une longue étoffe en coton de couleur blanche, portée en lieu et place de la ceinture, enroulée sur elle-même et nouée autour de la taille, traditionnellement par-dessus le vêtement porté. Les bakhtiaris y logent les divers objets qu'ils portent sur eux : couteau, téléphone portable, pipe, tabac.

- La tunique chughā (persan : چوقا) est porté par-dessus la chemise. Celle-ci est sans manche, ouverte devant et tombe jusqu'au genou. Elle est en laine de mouton et de couleur blanche naturelle avec des rayures noires ou bleu foncé, dont le motif est censé rappeler la ziggourat de Chogha-Zanbil. Il s'agit de la seule pièce du costume masculin entièrement fabriquée dans la tribu. Auparavant porté uniquement par les Lors du Lorestan, celui-ci a été introduit au sein de la tribu par un khān bakhtiari qui après avoir reçu un chughā en cadeau par un khān de la tribu Lor, décida que celui-ci deviendra la tunique des chefs (kalāntar)[1].  Les chughā les plus renommés, sont les chughā kiārsi-baf (persan : چوقا کیارسی بف) du nom de la tribu Kiārsi de la branche Haft Lang qui les produit.

- Le manteau en épais feutre noir ou marron kordin (persan : کُردین) ou shenel (persan : شنل), sert aux bergers ou aux hommes gardant les campements la nuit. Il constitue une protection contre le froid et la pluie et se porte simplement jeté sur les épaules.

- Le kola (persan : کلاه), calotte en feutre de forme ronde et fabriqué en poils de chèvre que portent les hommes sur la tête.

- Les giveh (persan : گیوه), sorte d'espadrilles à la semelle très épaisse, faite de bandelettes de chiffon maintenues très serrées par des lanières de cuir sur lesquelles elles sont enfilées transversalement. Les giveh les plus réputées sont produites dans la ville de Najafabad.

## Femmes

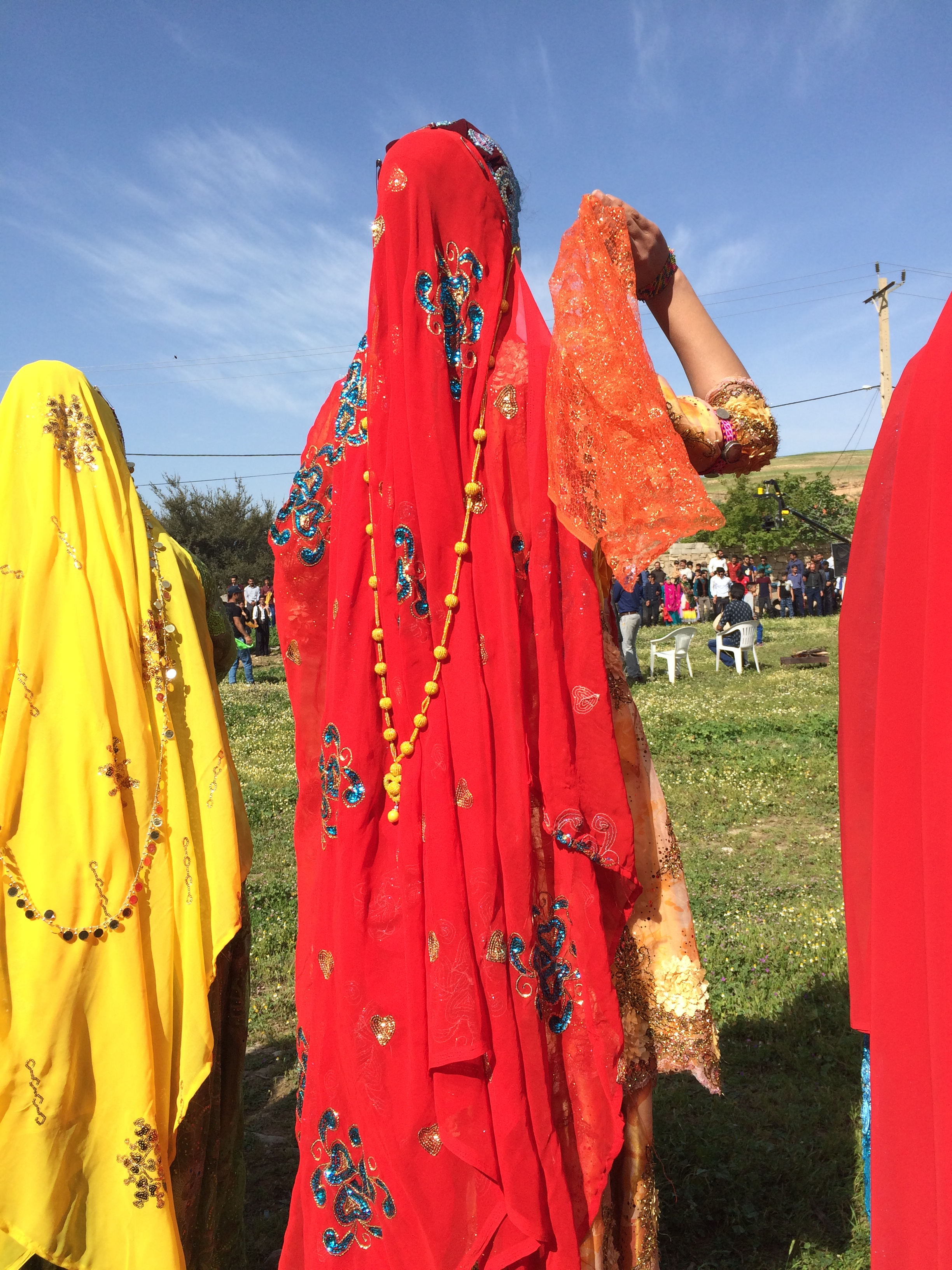
Vêtements féminins colorés lors d'un mariage à Bazoft.

- Le lachak (persan : لَچَک) est un béguin porté à même la chevelure, formé d'une bande de velours qui couvre le dessus du crâne et des oreilles, et à laquelle est cousu un fond d'étoffe qui descend jusqu'à la nuque.
- Le collier band souzan (persan : بندسوزن), un long collier composé de perles et autres ornements attaché avec des épingles à nourrice  derrière la tête sur le lachak et tombant jusqu'au bas du dos.
- Le voile meynā (persan : مَینا) est fixé sur le lachak et est fait d'une étoffe légère plus ou moins transparente et de couleur vive.
- La longue chemise  joweh (persan : جُوِه) est le modèle le plus courant de vêtement féminin prenant appui sur les épaules. Celle-ci à manches longues et encolure droite descend jusqu'aux genoux. Une autre variante est composée d'un corsage à manches longues et d'une jupe cousue au bas du corsage
- Le shalvār gheri (persan : شلوار قِری) une longue robe colorée à multiples plis.
- Un bandeau noir (persan : دستمال مشکی) porté autour du front et fixé derrière la tête est revêtu lors de cérémonies de deuil.

## Sources
- Jean-Pierre Digard, Techniques des nomades Baxtyâri d'Iran, Paris, Éditions de la Maison des sciences de l'homme, 1981
- « Les vêtements des Bakhtiâris », 2011